# Могушков, Чингиз Лечиевич
Чинги́з Лечи́евич (Леча́евич) Могушко́в (род. 31 декабря 1986, Чечня) — российский чеченский тяжелоатлет, выступающий в категории свыше 105 кг. Серебряный призёр чемпионата Европы 2015 года, чемпион и призёр чемпионатов России, обладатель и призёр Кубков России, обладатель всероссийского рекорда в рывке, победитель и призёр ряда всероссийских и международных турниров. Из-за травм не смог принять участие Олимпиаде 2012 года и в чемпионате мира 2013 года.
Является тренером обладателя мирового рекорда по поднятию тяжестей одной рукой Асланбека Мусаева. Результат последнего (162 кг) занесён в Книгу Гиннесса.

## Спортивные результаты
| Год  | Соревнование     | Место проведения | Весовая категория | Рывок  | Толчок | Сумма двоеборья | Место |
| ---- | ---------------- | ---------------- | ----------------- | ------ | ------ | --------------- | ----- |
| 2010 | Чемпионат России | Курск            | свыше 105 кг      | 190 кг | 236 кг | 426 кг          | 3     |
| 2011 | Чемпионат России | Пенза            | свыше 105 кг      | 202 кг | 248 кг | 450 кг          | 2     |
| 2011 | Чемпионат мира   | Париж            | свыше 105 кг      | 192 кг | 240 кг | 432 кг          | 4     |
| 2011 | Кубок Президента | Белгород         | свыше 105 кг      | 190 кг | 221 кг | 411 кг          | 2     |
| 2012 | Чемпионат России | Саранск          | свыше 105 кг      | 201 кг | 237 кг | 438 кг          | 2     |
| 2013 | Чемпионат России | Казань           | свыше 105 кг      | 200 кг | 245 кг | 445 кг          | 1     |
| 2014 | Чемпионат России | Грозный          | свыше 105 кг      | 213 кг | 241 кг | 454 кг          | 2     |
| 2015 | Чемпионат Европы | Тбилиси          | свыше 105 кг      | 202 кг | 230 кг | 432 кг          | 2     |
| 2018 | Чемпионат России | Ростов-на-Дону   | свыше 105 кг      | 185 кг | 225 кг | 410 кг          | 2     |

- Обладатель всероссийского рекорда в рывке — 213 кг (2014 год);
- Кубок России по тяжёлой атлетике 2017 года — [3];
- Кубок России по тяжёлой атлетике 2018 года — [4];